# Tymczasowa Gazeta Mińska
„Tymczasowa Gazeta Mińska” – czasopismo wydawane w języku polskim w Mińsku w 1812 roku.

## Historia
Po zajęciu Mińska przez wojska napoleońskie 18(1) lipca 1812 roku ukazał się pierwszy numer „Tymczasowej Gazety Mińskiej”. Nie znamy daty wydania ostatniego numeru. Według badaczy wyszły 24 numery pisma, natomiast w Rosyjskiej Bibliotece Narodowej zachował się 25 numer gazety z 25(8) października. Ryszard Wołoszyński na podstawie publikacji w innych gazetach, które powoływały się na Gazetę przypuszcza, że do 16 listopada ukazał się co najmniej jeden numer gazety, który nie zachował się w zbiorach. 
Nie zachowało się zbyt wiele egzemplarzy „Gazety”. Jedyny znany zbiór ma wspomniana Rosyjska Biblioteka Narodowa. Po zajęciu Mińska przez Rosjan, w listopadzie 1812 roku wydano zarządzenie z nakazem przekazywania władzom dokumentów czy odezw, wydanych przez władze polskie i francuskie, w tym egzemplarzy „Tymczasowej Gazety Mińskiej”. Jeżeli jeszcze gdzieś zachowały się poszczególne numery były konfiskowane i niszczone podczas rewizji i represji popowstaniowych.
Pomimo braku w czasopiśmie jakichkolwiek informacji o redaktorze pisma według badaczy historii Mińska i jego prasy był nim nauczyciel miejscowego gimnazjum Ignacy Brodowski.
Według źródeł białoruskich było to pierwsza gazeta wydawana w Mińsku.

## Opis
„Tymczasowa Gazeta Mińska” ukazywała się w języku polskim, dwa razy w tygodniu. Numer w większym formacie miał 4 do 6 stron, bez podziału na kolumny. Egzemplarz kosztował 20 groszy, a kwartalna prenumerata 17 złotych. „Gazeta” informowała między innymi o działaniach i zarządzeniach Komisji Tymczasowego Rządu Prowincji Mińskiej, jej składzie i przekształceniu w Komisję Rządu Tymczasowego, o powołaniu Izby Administracyjnej Departamentu Mińskiego, o objęciu urzędu „gubernatora wojennego” prowincji przez Mikołaja Bronikowskiego, wydarzeniach lokalnych oraz przedruki z czasopism warszawskich i wileńskich. 